# Співомовка
Співомо́вка — короткий гумористичний вірш, часто побудований на якомусь народному анекдоті, дотепі, приказці чи казковому мотиві.
Жанрові риси співомовки вже наявні в «байках і прибаютках» Левка Боровиковського та Євгена Гребінки. Але найбільш виявився в цьому жанрі талант Степана Руданського, який у 1851—1860 роках створив три рукописні збірки «Співомовок». Цикл «Нових співомовок» написав Іван Франко. Співомовкою можна назвати й гумористичний вірш Володимира Самійленка «Божий приклад».
1986 року видавництво «Радянський письменник» у серії «Бібліотека поета» видало збірник «Українська співомовка», до якого увійшли твори 51 автора.